# Дастин Ленс Блек
Дастин Ленс Блек (енгл. Dustin Lance Black; Сакраменто, 10. јун 1974) је амерички сценариста, режисер, продуцент и активиста за ЛГБТ+ права. Добитник је Оскара за најбољи оригинални сценарио, за сценарио филма Милк из 2008.

## Биографија
Рођен је у Сакраменту у Калифорнији, а одрастао у мормонској породици. Отац му је био мормонски мисионар.
Године 2000, написао је сценарио за геј љубавни филм The Journey of Jared Price који је и режирао. Исте године режирао је и кратки филм Something Close to Heaven.
Заједно са Парисом Барклејем написао је сценарио за филм Педро, који говори о Педру Замори, геј активисти и ТВ личности. Филм је премијерно приказан 2008. године. Исте године је изашао и филм Милк. Блек је написао сценарио за филм, који је на 81. додели академијиних награда добио Оскара за најбољи оригинални сценарио.
Написао је сценарио за филм Клинта Иствуда, Џ. Едгар, са Леонардом Дикаприом у главној улози.

## Филмографија
Сценариста
- 2000.
- 2000.
- 2008.
- 2008. Милк
- 2010.
- 2011. Џ. Едгар

Режисер
- 2000.
- 2000.
- 2001.
- 2003.
- 2004.
- 2010.

Продуцент
- 2001.
- 2003.
- 2003.
- 2008. Милк
- 2009.